# 蓮沼町
蓮沼町（はすぬまちょう）は、東京都板橋区の町名。丁目の設定がない単独町名である。全域で住居表示が実施されている。

## 地理
板橋区の東部に位置する。北で小豆沢、北東で北区赤羽西、東で北区西が丘、南で清水町、西で泉町および大原町と隣接する。東辺をもって板橋区 - 北区境を形成する。町域は狭小で、中小の工場と住宅が混在する。西辺で国道17号（中山道）が南北に通じている。

### 地形
武蔵野台地成増台の高台に属する。

## 歴史

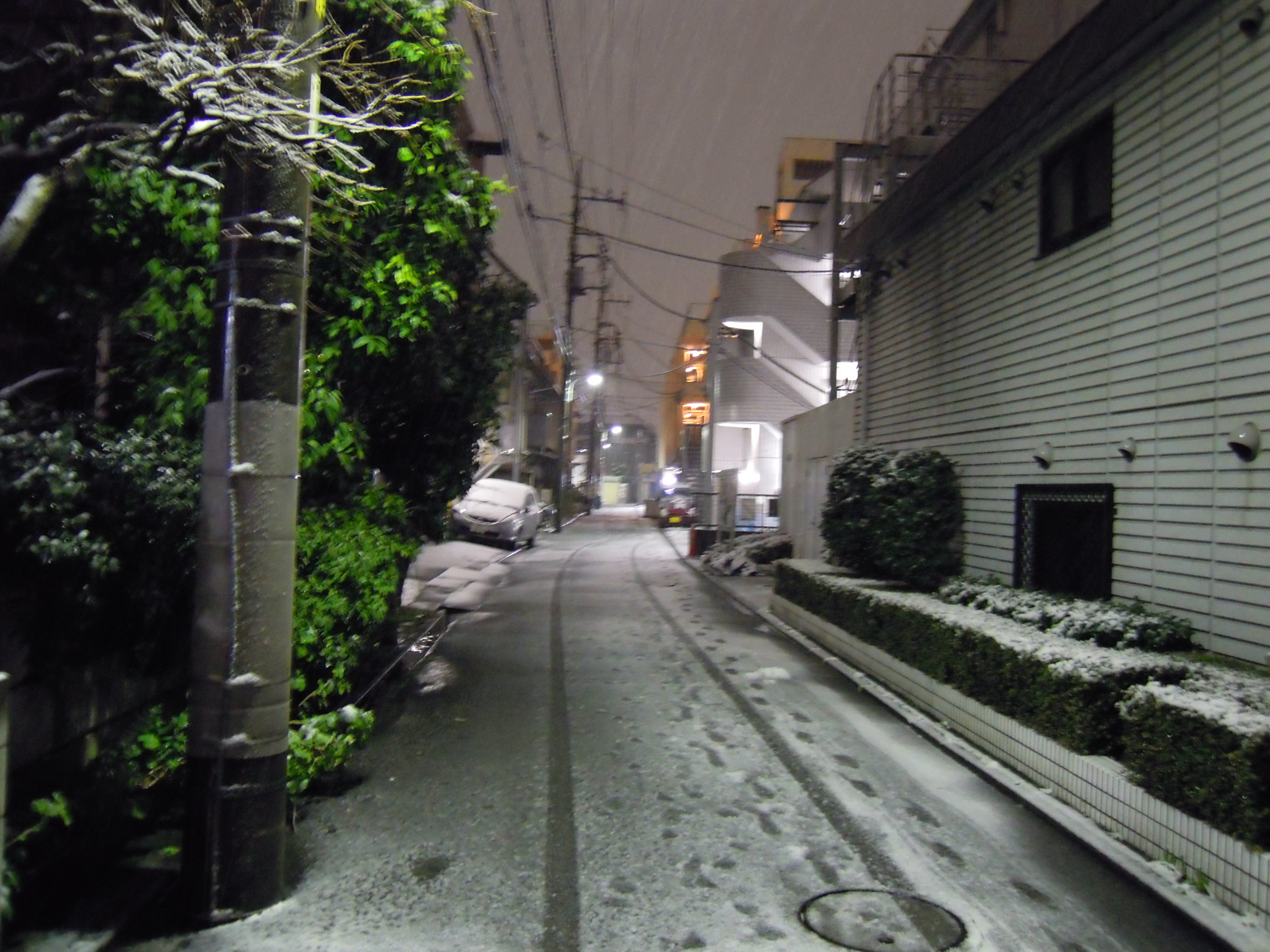
雪の日の蓮沼町。

廃藩置県実施前は武蔵国豊島郡蓮沼村（後に分村により本蓮沼村、又は元蓮沼村とも称した）。一帯は中山道の街道筋に点在する小集落であったと考えられる。

### 沿革
- 1602年（慶長7年）：徳川家康の命により、中山道が整備される。
- 17世紀前半ごろ：荒川洪水の被害を受けた氷川神社および南蔵院が、現在の坂下二丁目地域から高台の当地に移転する。
  - 従来は1724年（享保9年）に起きた荒川水害による移転とされてきたが、正保年間（1644年～1648年）に作られた絵図には蓮沼村や南蔵院が現在の場所に記されていることから、遅くとも17世紀半ばまでには高台移転が行われたものと考えられる。[6]
- 1722年（享保7年）：徳川吉宗将軍が戸田筋で鷹狩を行い、南蔵院（既に現在の位置にあった）を御膳所（休息所）としたと伝えられる。
- 1862年（文久2年）：蓮沼村が上蓮沼村と本蓮沼村に分村し、当地域は本蓮沼村となる。
- 1871年（明治4年）11月：浦和県（現埼玉県）から東京府に編入。大区小区制実施。
- 1878年（明治11年）：郡区町村編制法により北豊島郡が設置され、東京府北豊島郡本蓮沼村となる。
- 1889年（明治22年）4月1日：市制町村制施行により志村と合併、東京府北豊島郡志村大字本蓮沼となる。
- 1923年（大正12年）：王子（王志とも）乗合自動車商会（後に中山道乗合自動車を経て、戦後は国際興業バスに統合）が、王子駅 - 志村戸田橋間の路線バス事業を開始。現在の町域に志村前野、蓮沼停留所が設置される。
  - 1930年代には、他に板橋乗合自動車（後に東都乗合自動車、戦後は国際興業バスに統合）が巣鴨駅 - 志村兵器庫（現在の北区西が丘・国際興業バス赤羽営業所付近）の路線を運行、現在の町域に志村前野停留所を設置していた。この路線は1919年に現在の板橋区域における最初の路線バスとして営業を開始した巣鴨駅 - 板橋駅路線の延長区間に相当する。当時は志村本蓮沼町と志村小豆沢町の境（現在の蓮沼町と小豆沢一丁目の境）の道路を走行していたため、志村前野停留所は中山道からこの道路へ右折する交差点付近に設置されていたものと考えられる。
- 1932年（昭和7年）10月1日：東京府内市郡併合による板橋区発足に伴い、東京府東京市板橋区志村本蓮沼町となる（1943年8月1日 東京都制施行）。
- 1935年（昭和10年）：中山道拡幅・新道（国道17号）建設工事が完成する。[7]東京光学機械株式会社（現・トプコン）東京工場開設、本社移転。
- 1944年（昭和19年）：都電志村線開通。蓮沼町停留場が設置される。[8]
- 1961年（昭和36年）5月1日：地番整理により、志村本蓮沼町および志村清水町、志村小豆沢町、（旧）小豆沢一丁目の一部地域が蓮沼町に再編される。志村本蓮沼町の一部地域は、清水町・大原町に編入される。[9]
- 1966年（昭和41年）5月28日：都電志村線廃止（最終運行日）。
- 1968年（昭和43年）12月27日：都営地下鉄6号線開通、本蓮沼駅開業。

### 地名の由来
江戸時代の村名「蓮沼村」に由来する。ただし、武蔵野台地側にある現在の町域が有史以降沼地だった形跡はなく、蓮沼の名は荒川沿いの湿地帯（現在の坂下・東坂下・舟渡付近）にあった沼地によるものと考えられている。当町域に本蓮沼・蓮沼の地名が残った経緯は明らかになっていない。

## 世帯数と人口
2025年（令和7年）3月1日現在（板橋区発表）の世帯数と人口は以下の通りである。
- 世帯数 : 3,416世帯
- 人口 : 5,290人

### 人口の変遷
国勢調査による人口の推移。
| 年                 | 人口  |
| ------------------ | ----- |
| 1995年（平成7年）  | 5,263 |
| 2000年（平成12年） | 5,022 |
| 2005年（平成17年） | 5,022 |
| 2010年（平成22年） | 5,009 |
| 2015年（平成27年） | 5,129 |
| 2020年（令和2年）  | 5,474 |

### 世帯数の変遷
国勢調査による世帯数の推移。
| 年                 | 世帯数 |
| ------------------ | ------ |
| 1995年（平成7年）  | 2,390  |
| 2000年（平成12年） | 2,434  |
| 2005年（平成17年） | 2,517  |
| 2010年（平成22年） | 2,765  |
| 2015年（平成27年） | 2,938  |
| 2020年（令和2年）  | 3,341  |

## 学区
区立小・中学校に通う場合、学区は以下の通りとなる（2021年8月時点）。
| 番地     | 小学校                 | 中学校                 |
| -------- | ---------------------- | ---------------------- |
| 1～20番  | 板橋区立志村第三小学校 | 板橋区立志村第一中学校 |
| 21～83番 | 板橋区立志村第三小学校 | 板橋区立志村第二中学校 |

## 事業所
2021年（令和3年）現在の経済センサス調査による事業所数と従業員数は以下の通りである。
- 事業所数 : 191事業所
- 従業員数 : 2,382人

### 事業者数の変遷
経済センサスによる事業所数の推移。
| 年                 | 事業者数 |
| ------------------ | -------- |
| 2016年（平成28年） | 210      |
| 2021年（令和3年）  | 191      |

### 従業員数の変遷
経済センサスによる従業員数の推移。
| 年                 | 従業員数 |
| ------------------ | -------- |
| 2016年（平成28年） | 2,722    |
| 2021年（令和3年）  | 2,382    |

## 交通

### 鉄道

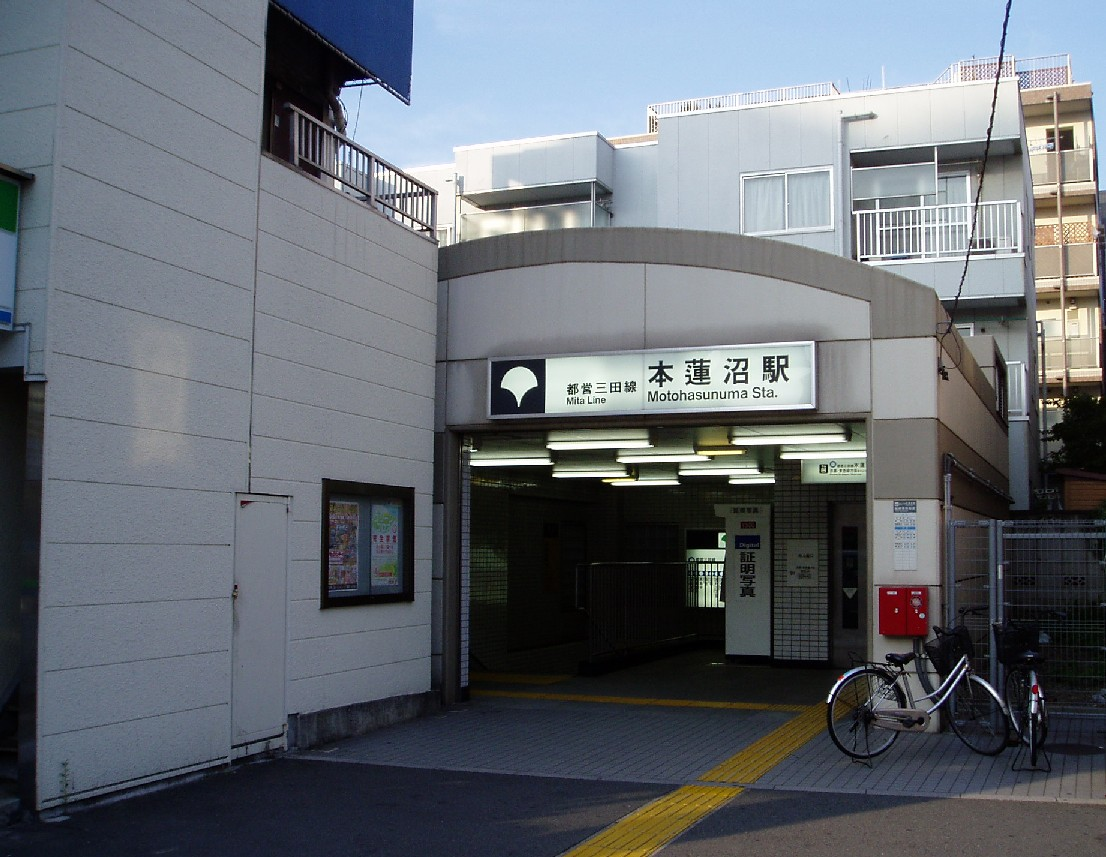
本蓮沼駅

- 東京都交通局
  - 都営地下鉄三田線：本蓮沼駅　全列車が停車する。
    - 南行：巣鴨・日比谷・目黒方面　東急目黒線経由で、東急東横線日吉駅まで直通運転。
    - 北行：志村坂上・西高島平方面

### バス
- 国際興業バス　※出入庫に伴う区間運行系統は省略。
  - 本蓮沼駅（旧称・蓮沼町）：池20　池袋駅西口行き・高島平操車場行き、池21　池袋駅西口行き・舟渡町経由高島平駅行き、赤51　西が丘経由赤羽駅西口行き・サンシャインシティ経由池袋駅東口行き、赤57　トンネル経由赤羽駅西口行き・日大病院行き、赤52-2 （本蓮沼駅始発・平日朝時間帯のみ）西が丘経由赤羽駅西口行き
    - 赤羽駅西口始発の蓮沼町循環（赤52系統、平日朝時間帯のみ）は、2013年3月15日限りで廃止された。

### 道路
- 国道17号（中山道）

## 施設
- 板橋蓮沼郵便局
- トプコン
- ジーシー
- 尾野製本所

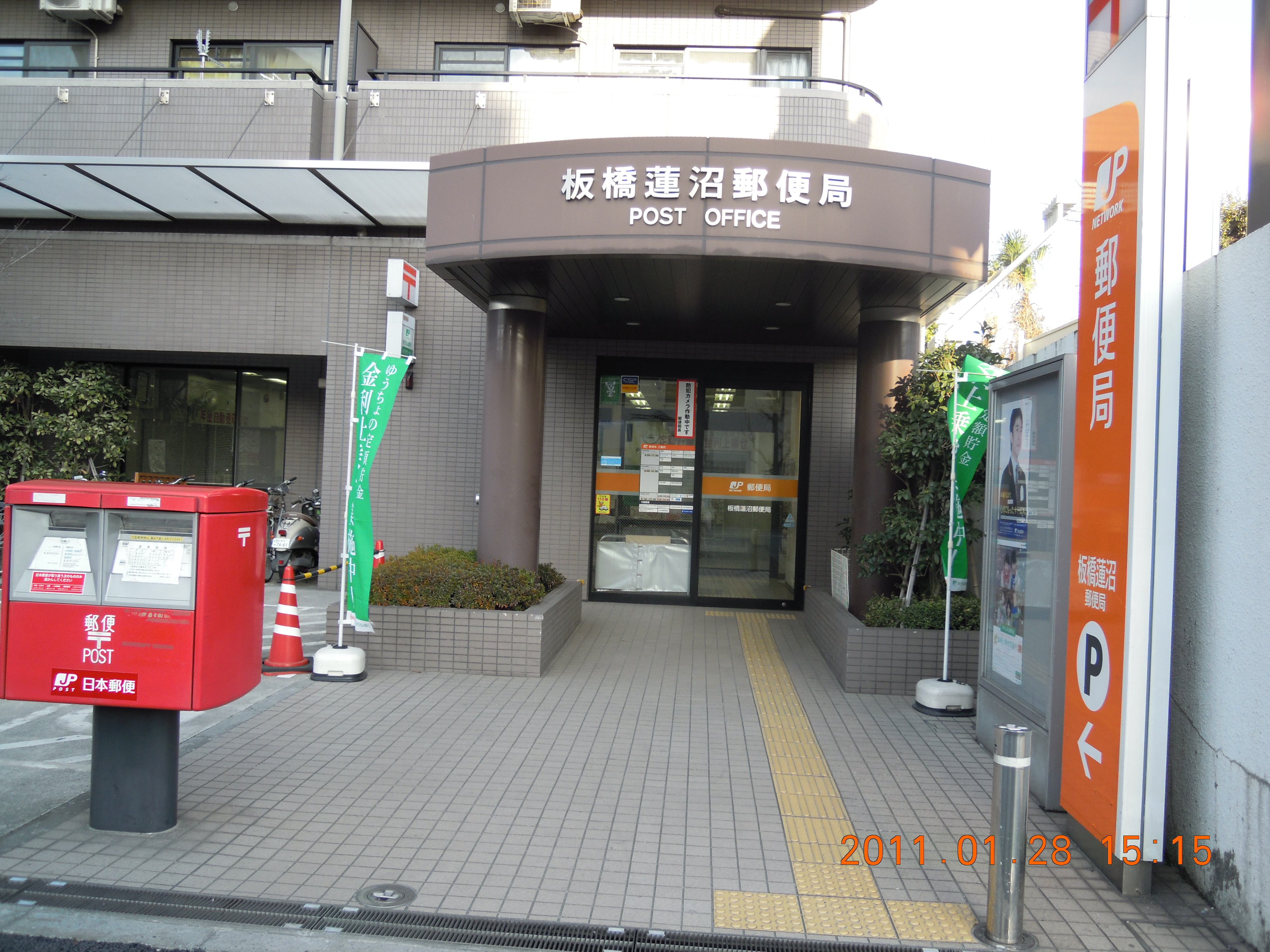
板橋蓮沼郵便局

- 氷川神社：17世紀前半ごろに荒川水害の被害により当地に移転。
- 南蔵院：17世紀前半ごろに荒川水害の被害により、現在の坂下二丁目地域より当地に移転。境内の八重紅しだれ桜は「板橋十景」に選定されている。

## その他

### 日本郵便
- 郵便番号 : 174-0052[3]（集配局 : 板橋北郵便局[19]）。